# St. Maria (Unterzeismering)

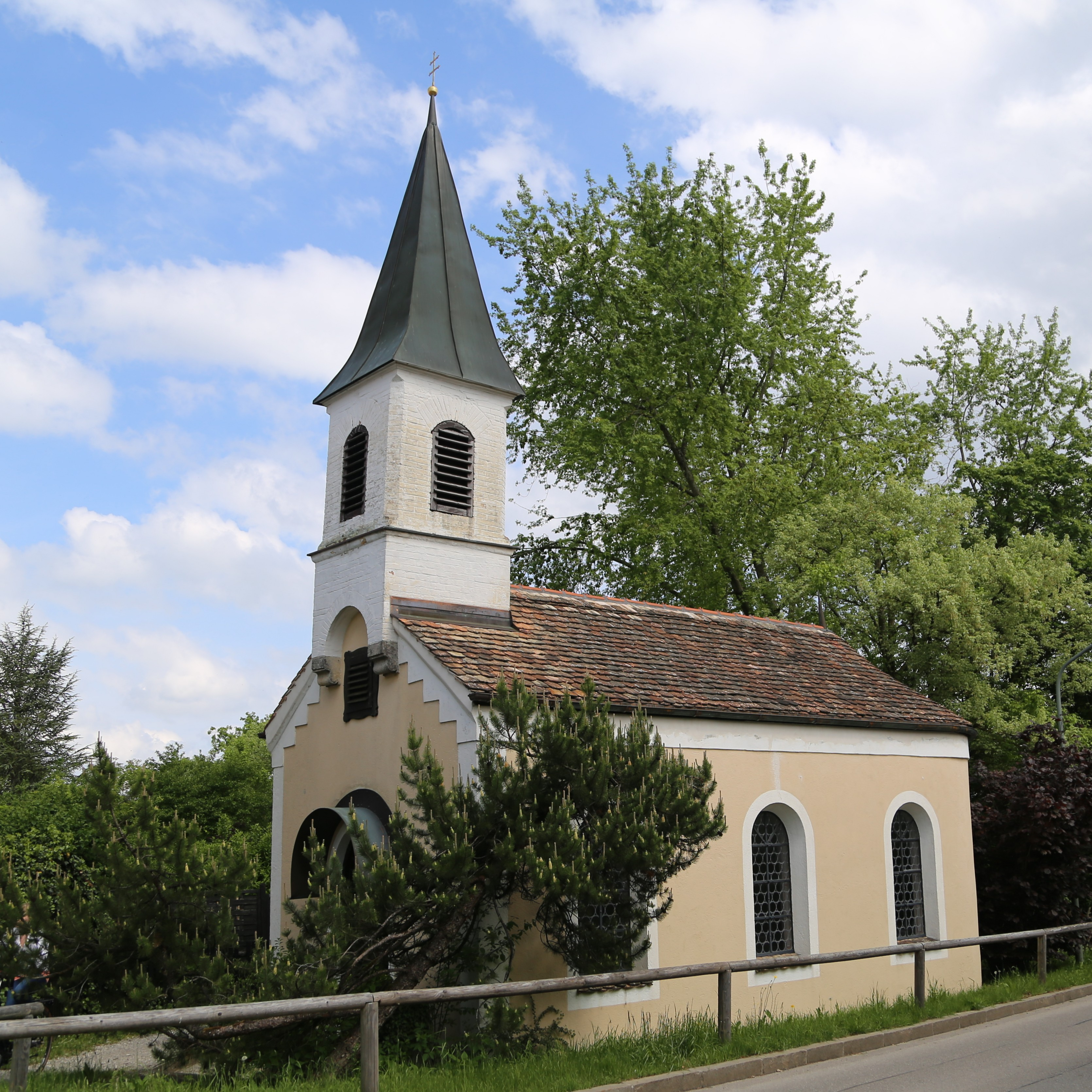
St. Maria in Unterzeismering

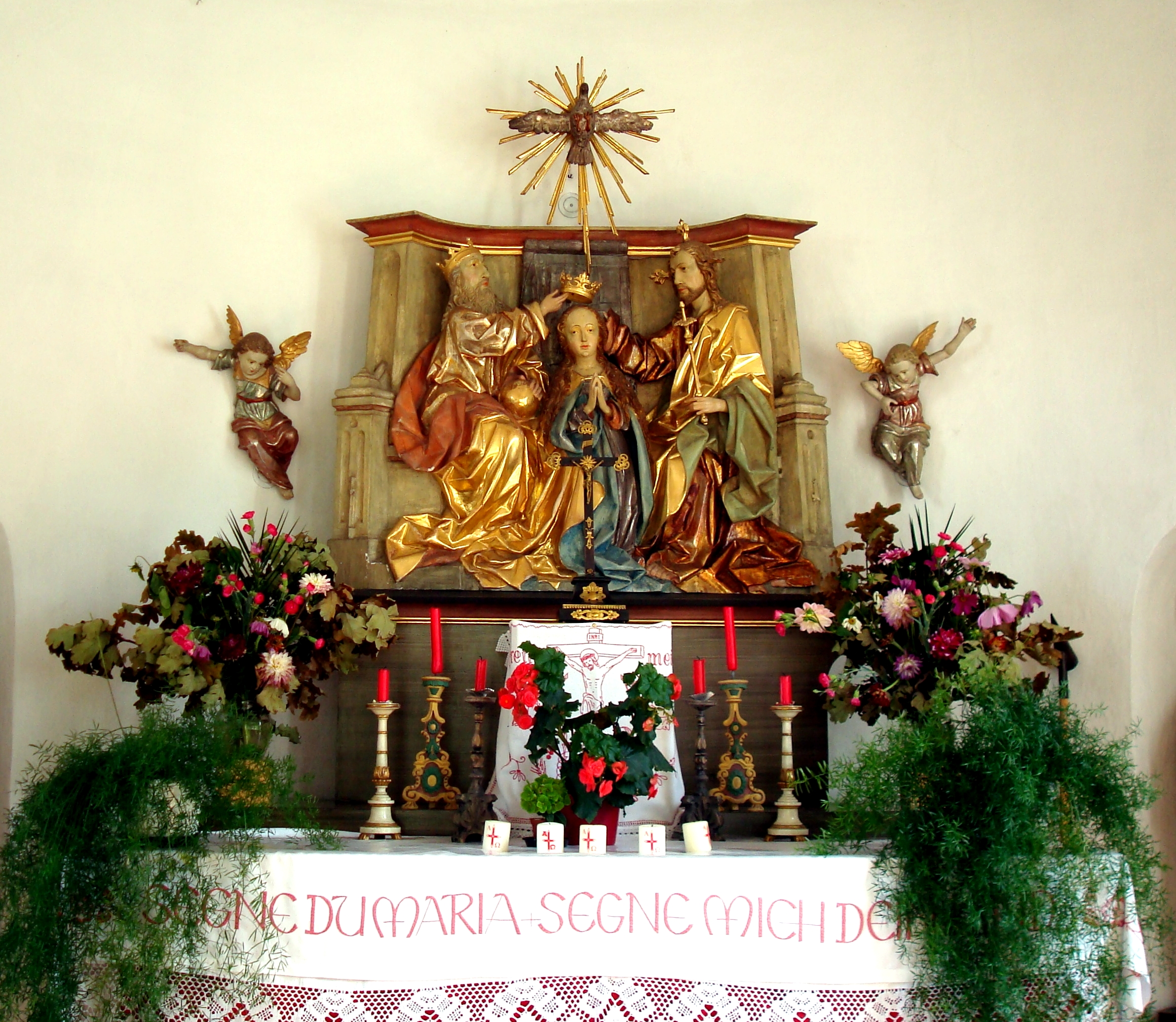
Altar

Die römisch-katholische Kapelle St. Maria steht in Unterzeismering, einen Gemeindeteil von Tutzing im oberbayerischen Landkreis Starnberg. Sie ist in der Liste der Baudenkmäler in Tutzing unter der Nr. D-1-88-141-56 eingetragen. Die Kapelle gehört zum Dekanat Starnberg im Bistum Augsburg.

## Beschreibung
Die Kapelle wurde Mitte des 19. Jahrhunderts erbaut. Sie besteht aus dem Langhaus und dem halbrund geschlossenen Chor im Süden. Das Portal befindet sich in der Fassade im Norden. Über dem Giebel erhebt sich ein quadratischer Giebelreiter, der den Glockenstuhl enthält und mit einem spitzen Pyramidendach bedeckt ist.
Im Chor steht ein um 1500 gebauter spätgotischer Altar, auf dem die Krönung Mariens dargestellt ist. Der Altar stand ursprünglich in der Kapelle des Schlosses Rößlberg.